# Automolis pinheyi
Automolis pinheyi là một loài bướm đêm thuộc phân họ Arctiinae, họ Erebidae.